# Arthur Porritt
Pour les articles homonymes, voir Porritt.
Arthur Espie Porritt (né le 10 août 1900 à Wanganui et mort le 1er janvier 1994 à Londres), baron Porritt, 1er baronnet, est un homme d'État, médecin, chirurgien et athlète néo-zélandais. Il est le 11e Gouverneur général de Nouvelle-Zélande du 1er décembre 1967 au 7 septembre 1972.

## Biographie

### Carrière sportive
Il participe aux Jeux olympiques d'été de 1924, à Paris, et s'illustre dans l'épreuve du 100 mètres, en remportant la médaille de bronze derrière le Britannique Harold Abrahams et l'Américain Jackson Scholz. Le film Les Chariots de feu relate cette course, le personnage de Arthur Porritt apparaissant à l'écran sous le nom fictif de Tom Watson à sa demande.
Capitaine de l'équipe de Nouvelle-Zélande lors des Jeux olympiques d'été de 1928 où il déclare finalement forfait sur blessure, il exerce la fonction de manager de la délégation néo-zélandaise lors des Jeux de l'Empire britannique de 1934 et des Jeux olympiques d'été de 1936.
Membre du Comité international olympique de 1934 à 1967, il devient le premier Président de la Commission médicale du CIO, fonction qu'il exerce de 1961 à 1967.